# 比爾巴赫河
49°39′5.82″N 9°12′41.45″E / 49.6516167°N 9.2115139°E

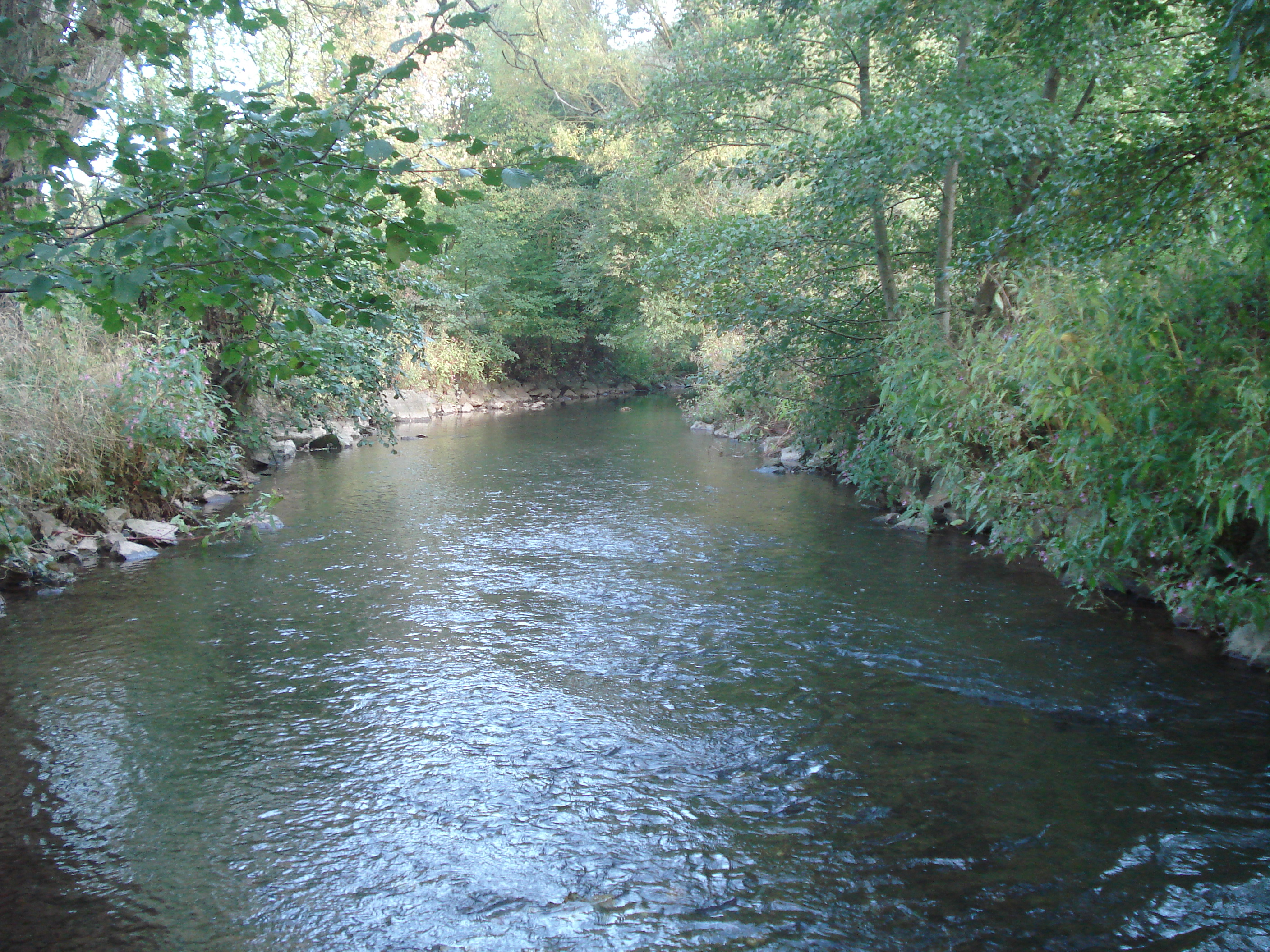

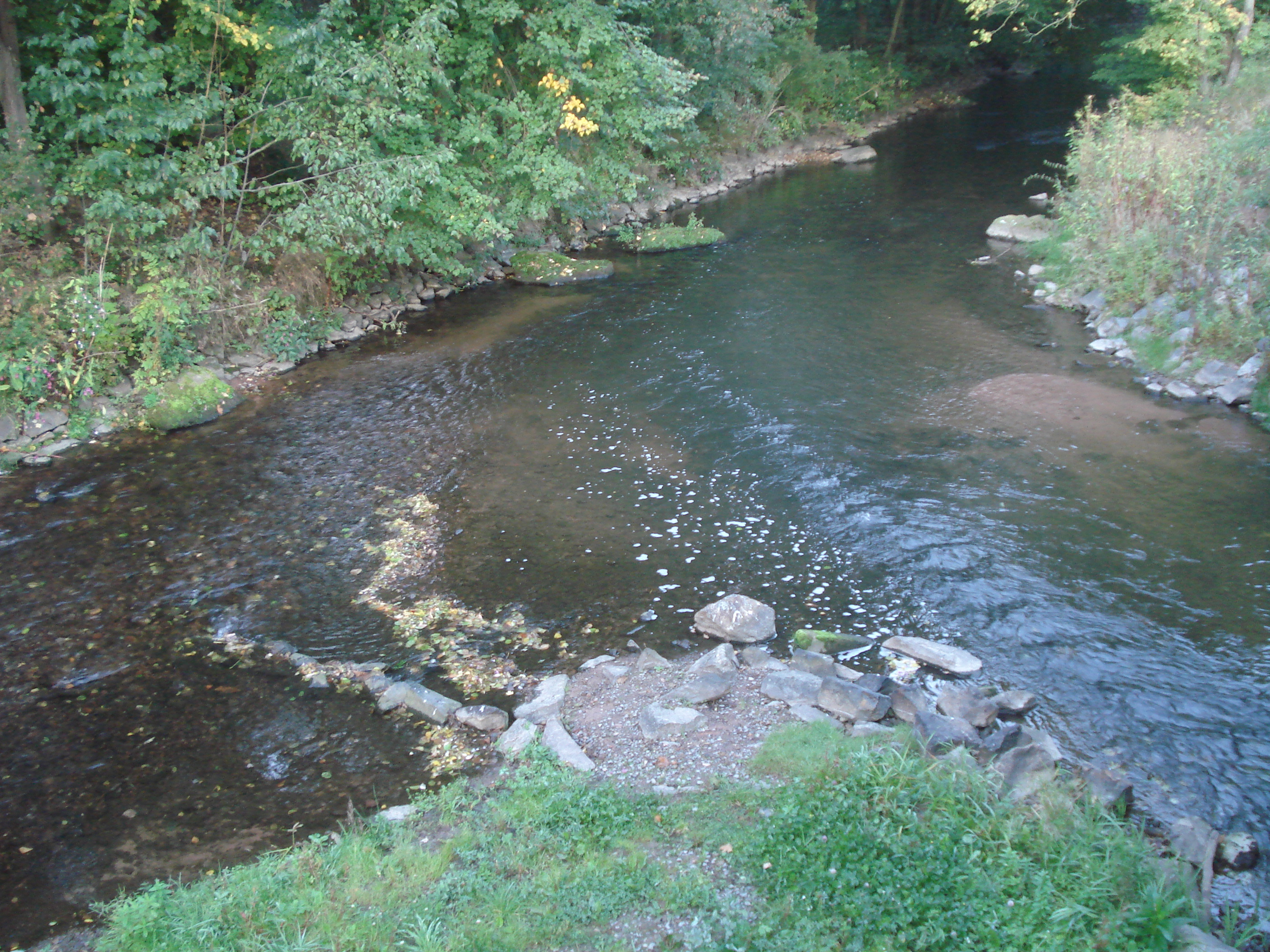

比爾巴赫河（德語：Billbach），是德國的河流，位於該國東南部，由巴伐利亞負責管轄，屬於穆德河的右支流，河道全長2.7公里，流域面積189平方公里。